# Шэньси
Шэньси́ (кит. упр. 陕西, пиньинь Shǎnxī) — провинция в центре Китая. Согласно переписи 2020 года в Шэньси проживало 39,529 млн человек.

## География
Занимаемая провинцией площадь 149 708 км² (20-е место). Шэньси находится в глубине территории Китая, далеко от моря, в средней части бассейна реки Хуанхэ, и делится рекой Вэйхэ на две части — северную и южную.

## История
Провинция под названием Шэньси впервые появилась при империи Сун в 996 году. В 1072 году провинция Шэньси была разделена на две части: западная часть стала провинцией Циньфэн (秦凤路), а восточная — провинцией Юнсинцзюнь (永兴军路). В 1078 году они были вновь объединены в провинцию Шэньси (陝西路), а в 1085 году провинция Шэньси была опять разделена на провинции Циньфэн и Юнсинцзюнь.
Во времена монгольского правления Хубилай учредил Циньско-Шуский полевой секретариат (秦蜀行省), позднее переименованный в Шэньси-Сычуаньский полевой секретариат (陝西四川行中书省). В 1286 году Шэньси-Сычуаньский полевой секретариат был разделён на два, и территория Шэньси оказалась в ведении Шэньсиского полевого секретариата (陕西等处行中书省); на землях вокруг Сианя в 1279 году была создана провинция Аньси (安西路), в 1312 году переименованная в провинцию Фэнъюань (奉元路).
После образования империи Мин была создана провинция Шэньси, в которую, помимо земель современной провинции Шэньси, входили также части территорий современных провинций Ганьсу, Цинхай, Нинся-Хуэйского автономного района и автономного района Внутренняя Монголия.
Во времена империи Цин в 1663 году провинция Шэньси была разделена на «левую» и «правую». В 1666 году «правая Шэньси» была переименована в провинцию Ганьсу, а «левая Шэньси» стала той провинцией Шэньси, что дожила до настоящего времени.

## Население
По данным переписи населения КНР 2010 года, первые пять народностей по численности населения в  провинции Шэньси были следующие:
| Народность | Население  | Процент |
| ---------- | ---------- | ------- |
| ханьцы     | 37 137 743 | 99,49 % |
| хуэй       | 138 716    | 0,37 %  |
| маньчжуры  | 16 291     | 0,044 % |
| монголы    | 6976       | 0,019 % |
| тибетцы    | 6345       | 0,017 % |

## Административное деление
Провинция Шэньси делится на девять городских округов и один город субпровинциального значения.
| Карта | №        | Русское название | Китайское название | Пиньинь                           | Тип |
| ----- | -------- | ---------------- | ------------------ | --------------------------------- | --- |
|       |          |                  |                    |                                   |     |
| 1     | Сиань    | 西安市           | Xī'ān shì          | город субпровинциального значения |     |
| 2     | Анькан   | 安康市           | Ānkāng shì         | городской округ                   |     |
| 3     | Баоцзи   | 宝鸡市           | Bǎojī shì          | городской округ                   |     |
| 4     | Ханьчжун | 汉中市           | Hànzhōng shì       | городской округ                   |     |
| 5     | Шанло    | 商洛市           | Shāngluò shì       | городской округ                   |     |
| 6     | Тунчуань | 铜川市           | Tóngchuān shì      | городской округ                   |     |
| 7     | Вэйнань  | 渭南市           | Wèinán shì         | городской округ                   |     |
| 8     | Сяньян   | 咸阳市           | Xiányáng shì       | городской округ                   |     |
| 9     | Яньань   | 延安市           | Yán'ān shì         | городской округ                   |     |
| 10    | Юйлинь   | 榆林市           | Yúlín shì          | городской округ                   |     |

## Вооружённые силы
В Сиане расположены Центр управления спутниками, Четвёртый военно-медицинский университет, Северо-Западный институт ядерных технологий, Инженерный институт Инженерного университета ВВС, Инженерный институт телекоммуникаций ВВС, Сианьское училище сухопутных войск, Инженерное училище ракетных войск, Инженерное училище народной вооружённой милиции, Институт психологической войны НОАК, Научно-исследовательский институт беспилотных летательных аппаратов (НИИ № 365) при Северо-западном политехническом университете; в Баоцзи — 67-я база Ракетных войск и хранилище ядерного оружия; в Вэйнане — штаб 641-й ракетной бригады; в Ханьчжуне — штаб 644-й ракетной бригады; в Сяньяне — Ракетный инженерный институт Инженерного университета ВВС.

## Экономика
Основными иностранными инвесторами в экономику Шэньси являются Гонконг, Сингапур, Великобритания, Франция и Республика Корея.

### Нефтегазовая промышленность
В 2020 году на крупнейшем в стране нефтяном месторождении Чанцин было добыто более 60 млн тонн нефтяного эквивалента (24,5 млн тонн сырой нефти и 44,5 млрд кубометров природного газа). Месторождение Чанцин компании PetroChina поставляет газ в более чем 50 городов на севере и северо-западе Китая, включая Сиань и китайскую столицу Пекин.

### Сельское хозяйство
По состоянию на 2020 год в Шэньси ежегодно производилось свыше 10 млн тонн яблок, что составляло седьмую часть от общего объёма производства этого вида фруктов в мире (в 2024 году было собрано более 13,7 млн тонн яблок, экспортировано — 93,3 тыс. тонн). Провинция также является одним из мировых лидеров по площади выращивания и объёму производства киви. Шэньси экспортирует в Юго-Восточную, Южную и Центральную Азию свежие яблоки, груши, киви и виноград, а также фруктовые соки.

### Туризм
В Шэньси насчитывается 1012 пещерных храмов, которые привлекают многочисленных туристов.

### Внешняя торговля
По итогам 2022 года объём внешней торговли провинции Шэньси увеличился на 2 % по сравнению с 2021 годом, достигнув 483,53 млрд юаней (70,92 млрд долл. США). Общий объём экспорта составил 301,13 млрд юаней с приростом на 17,8 % в годовом выражении, в то время как импорт снизился на 16,4 %, составив 182,4 млрд юаней. Экспорт электромеханических изделий вырос на 13,2 % до 261,37 млрд юаней, составив 86,8 % от общего объёма экспорта Шэньси.

## Транспорт
Сиань является крупным логистическим узлом на железнодорожном маршруте Китай — Европа.

## Наука

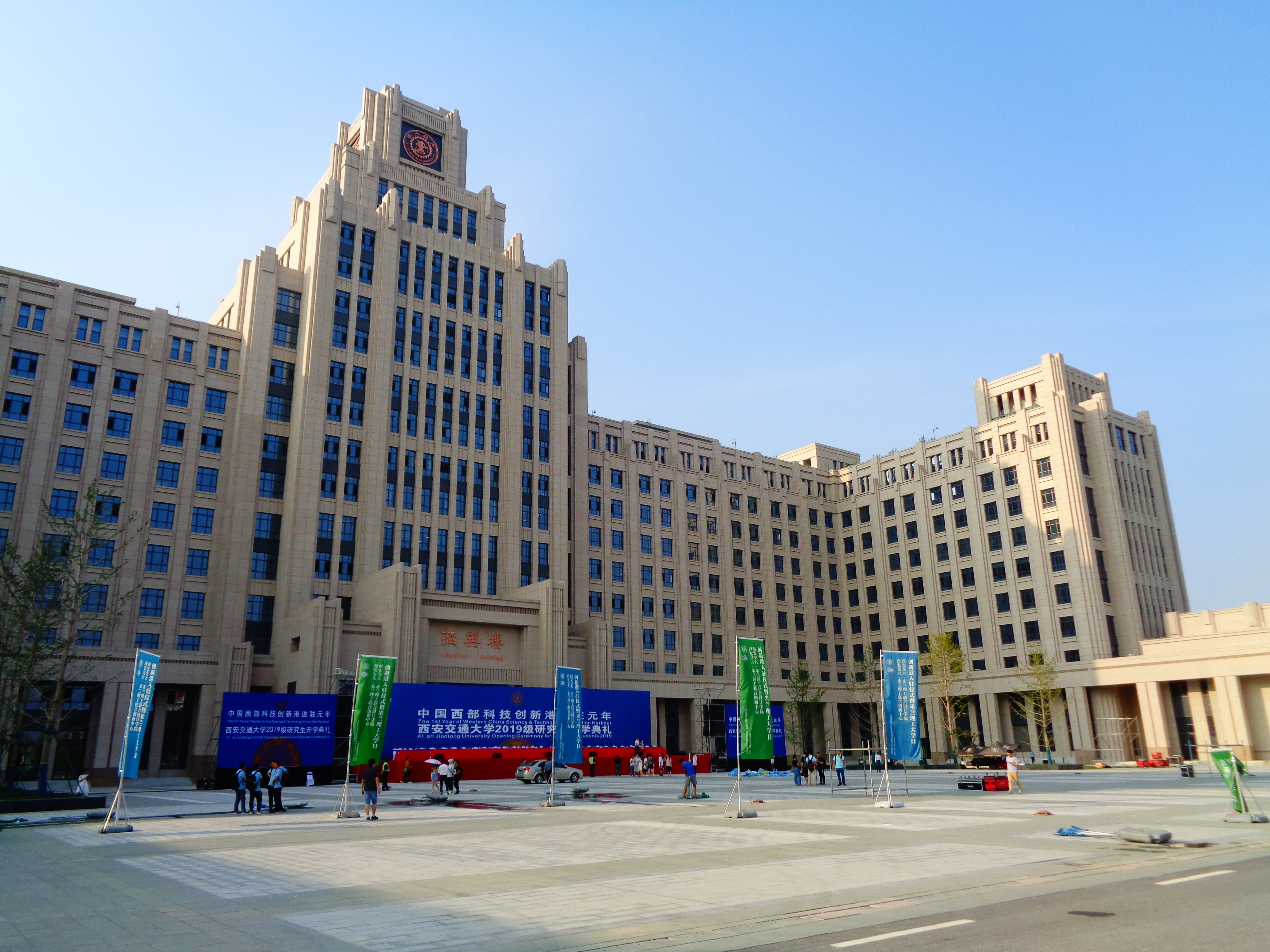
Университет Цзяотун

Ведущими научно-исследовательскими учреждениями провинции Шэньси являются университет Цзяотун (Сиань), Северо-западный политехнический университет (Сиань), университет Сидянь (Сиань), Медицинский университет Военно-воздушных сил Китая (Сиань), Северо-западный университет сельского и лесного хозяйства (Сяньян), Северо-западный университет (Сиань), Педагогический университет Шэньси (Сиань), университет Чанъань (Сиань), Научно-технологический университет Шэньси (Сиань), Сианьский технологический университет, Сианьский институт оптики и точной механики Китайской академии наук.
Также в провинции находится Центр национальной службы времени Китая.

## Здравоохранение
Ведущими научно-исследовательскими и лечебными учреждениями провинции Шэньси являются больница Сицзин и больница Танду Четвёртого военно-медицинского университета (Сиань), Первая и Вторая аффилированные больницы университета Цзяотун (Сиань).